# Prästasjön, Småland
Prästasjön är en sjö i Vetlanda kommun i Småland och ingår i Emåns huvudavrinningsområde. Sjön är 5 meter djup, har en yta på 0,128 kvadratkilometer och befinner sig 208,3 meter över havet.

## Delavrinningsområde
Prästasjön ingår i det delavrinningsområde (635051-147974) som SMHI kallar för Mynnar i Lilla Granesjön. Medelhöjden är 209 meter över havet och ytan är 17,56 kvadratkilometer. Det finns inga delavrinningsområden uppströms utan avrinningsområdet är högsta punkten. Sjömilleån som avvattnar avrinningsområdet har biflödesordning 3, vilket innebär att vattnet flödar genom totalt 3 vattendrag innan det når havet efter 131 kilometer. Delavrinningsområdet består mestadels av skog (69 procent) och jordbruk (14 procent). Avrinningsområdet har 1,11 kvadratkilometer vattenytor vilket ger det en sjöprocent på 6,3 procent.